# Philephedra parvula
Philephedra parvula är en insektsart som först beskrevs av Cockerell 1899.  Philephedra parvula ingår i släktet Philephedra och familjen skålsköldlöss. Inga underarter finns listade i Catalogue of Life.